# Trịnh Xuân Thuận
Trịnh Xuân Thuận là nhà khoa học người Mỹ gốc Việt trong lĩnh vực vật lý thiên văn, ông đồng thời là một nhà văn đã viết nhiều cuốn sách có giá trị cao về vũ trụ học và về những suy nghĩ của bản thân trong mối tương quan giữa khoa học và niềm tin của ông là Phật giáo. Ông còn là một nhà thơ, một triết gia, một Phật tử và một nhà hoạt động vì môi trường và hòa bình. Ông đã được trao nhiều giải thưởng trong lĩnh vực thiên văn và văn hoá xã hội. Hiện ông đang là giáo sư ngành vật lý thiên văn tại đại học Virginia, Hoa Kỳ.

## Tiểu sử
Sinh ra tại thôn Thái Bình, xã Danh Lâm, phủ Từ Sơn, tỉnh Bắc Ninh (nay đổi là xã Mai Lâm thuộc huyện Đông Anh, thành phố Hà Nội), Trịnh Xuân Thuận lúc sáu tuổi theo gia đình di cư vào Nam, sống tại Đà Lạt rồi chuyển vào Sài Gòn. Ông học trường Yersin (Lycée Yersin) tại Đà Lạt (địa điểm nay là trường Cao đẳng Sư phạm Đà Lạt), rồi trường Jean Jacques Rousseau (nay là trường Phổ thông trung học Lê Quý Đôn) tại Sài Gòn. Đây là 2 trường tư do người Pháp thành lập, toàn bộ quá trình học của ông từ mẫu giáo đến tốt nghiệp trung học đều là bằng tiếng Pháp.
Năm 1966, sau tú tài, ông rời Sài Gòn đi du học Thụy Sĩ, và sau đó được nhận một học bổng du học tại Hoa Kỳ.
Cha ông, Trịnh Xuân Ngạn, từng là viên chức trong Tối cao Pháp viện chính quyền Việt Nam Cộng hòa và sau 1975 thuộc diện phải đi học tập cải tạo. Ông đã nhờ một người bạn (một giáo sư Pháp) viết thư nhờ thủ tướng Phạm Văn Đồng can thiệp, sau đó cha ông được tự do và sang Pháp sinh sống.
Ông đã theo học ngành vật lý thiên văn tại Viện Công nghệ California (California Institute of Technology) từ 1967 đến 1970, và tại Đại học Princeton từ 1970 đến 1974. Ông bảo vệ luận án tiến sĩ tại Đại học Princeton. Từ năm 1976, ông là giáo sư ngành này tại Đại học Virginia. Ông cũng là giáo sư thỉnh giảng tại Viện Đại học Paris VII (Université Paris VII - Diderot)
Tháng 8 năm 2004, ông có về thăm Việt Nam và có những buổi nói chuyện về vũ trụ và vật lý thiên văn tại Hà Nội và Thành phố Hồ Chí Minh.
Sau này ông tiếp tục trở về Việt Nam nhiều lần để thỉnh giảng cho các trường đại học trong nước, cũng như tham gia các hội thảo khoa học ,.

## Gia phả
Ông nội Trịnh Xuân Thuận có hai người vợ. Bà lớn cùng gia đình năm 1954 đã di cư vào Nam. Cha ông, Trịnh Xuân Ngạn, từng là chánh án Tối cao Pháp viện Việt Nam Cộng hòa. Người em trai cùng cha khác mẹ là Trịnh Xuân Giới, tiến sĩ sử học, nguyên Hiệu trưởng trường Đoàn Trung ương, nguyên Phó ban Dân vận của Việt Nam Dân chủ Cộng hòa và sau này là Cộng hòa Xã hội Chủ nghĩa Việt Nam.
Con trai ông Giới là Trịnh Xuân Thanh, cán bộ bị truy nã quốc tế và sau đó bị bắt trong vụ án tham ô PVC.

## Tác phẩm
Nhà nghiên cứu Cao Xuân Hạo đã nhận xét về ông như sau: "Trịnh Xuân Thuận thấm nhuần văn hóa Pháp, là công dân và làm việc tại Hoa Kỳ, viết những công trình khoa học bằng tiếng Anh, nhưng viết những tác phẩm về vũ trụ lại bằng tiếng Pháp. Điều đáng nói là những tác phẩm về vũ trụ nhưng đọc dễ hiểu, bởi chúng được viết từ một nhà khoa học giàu mỹ cảm, bằng tư duy lô-gích của một nhà khoa học, nhà triết học và trí tưởng tượng của một nhà thơ sành sỏi thiên văn. Chính kiến thức sâu rộng, đa dạng trên nhiều lĩnh vực của Trịnh Xuân Thuận, những khái niệm về thiên văn mà ông trình bày trở nên mềm mại, óng ả. Đó cũng là phương pháp của ông để đưa thiên văn học gần gũi với mọi người: 'Tác phẩm này dành cho những chính nhân (honnête homme), những người không có một hành trang kỹ thuật, nhưng tò mò muốn biết không chỉ những điều kỳ lạ mới nhất của khoa học ở thế kỷ XX mà cả những hệ quả triết học và thần học của những thành tựu đó' (lời đề tựa tác phẩm "Hỗn độn và hài hòa"). Chính phương pháp đó cũng được sử dụng trong "Giai điệu bí ẩn" và đưa nó trở thành tác phẩm best-seller ở Pháp và được dịch ra nhiều thứ tiếng. Có lẽ đó cũng là lý do đưa Trịnh Xuân Thuận, một công dân Mỹ lại có mặt chính thức trong phái đoàn của Tổng thống Mitterrand thăm Việt Nam năm 1993."
Một số tác phẩm:
- La mélodie secrète, Fayard, 1988
- Un astrophysicien, Beauchesne-Fayard, 1992
- Le destin de l'univers: Le big bang, et après, Éditions Gallimard, coll. « Découvertes Gallimard [en] » (nº 151), 1992
- Le Chaos et l'Harmonie, Fayard, 1998
- L'Infini dans la paume de la main - du Big Bang à l'éveil, viết chung với Matthieu Ricard, NiL éditions, 2000 
  - Bản tiếng Anh là The Quantum and the Lotus, Three Rivers, 2004
- Origines - la nostalgie des commencements, Fayard, 2003
- Les Voies de la lumière, Éd. Fayard, 2007
- Voyage au cœur de la Lumière, Éditions Gallimard, coll. « Découvertes Gallimard » (nº 527), 2008
- Dictionnaire amoureux du Ciel et des Étoiles, Plon/Fayard, 2009
- Le Big bang et après?, viết chung với Alexandre Adler, Marc Fumaroli và Blandine Kriegel, Albin Michel, 2010
- Le Cosmos et le lotus, Albin Michel, 2011 (được Giải Louis Pauwels, 2012).
- Désir d'infini, Fayard, 2013
- Face à l'univers, Autrement, 2015

### Các bản dịch tiếng Việt
- Giai điệu bí ẩn. Và con người đã tạo ra vũ trụ (La Mélodie secrète), Phạm Văn Thiều dịch, Nhà xuất bản Khoa học và Kỹ thuật, 2000, 383 trang
- Hỗn độn và hài hòa (Le Chaos et l'Harmonie), Phạm Văn Thiều và Nguyễn Thanh Dương dịch, Nhà xuất bản Khoa học và Kỹ thuật, 2003
- Cái vô hạn trong lòng bàn tay. Từ Big Bang đến Giác Ngộ (L'Infini dans la paume de la main - du Big Bang à l'éveil), viết chung với Matthieu Ricard, Phạm Văn Thiều - Ngô Vũ biên dịch, Nhà xuất bản Trẻ & Tạp chí Tia Sáng, 470 trang
  - * Lượng tử và hoa sen (dịch từ cuốn The Quantum and the Lotus tức là bản tiếng Anh của L'Infini dans la paume de la main)
- Trò chuyện với Trịnh Xuân Thuận, Jacques Vauthier, Phạm Văn Thiều dịch, Nhà xuất bản Trẻ & Tạp chí Tia sáng, 2001, 170 trang
- Những con đường của ánh sáng (Les Voies de la lumière), Phạm Văn Thiều và Ngô Vũ dịch, Nhà xuất bản Trẻ, 2 tập
- Nguồn gốc - nỗi hoài niệm về những thuở ban đầu (Origines - la nostalgie des commencements), Phạm Văn Thiều và Ngô Vũ dịch, Nhà xuất bản Trẻ, 2006, 520 trang
- Từ điển yêu thích bầu trời và các vì sao (Dictionnaire amoureux du Ciel et des Étoiles), Phạm Văn Thiều và Ngô Vũ dịch, Nhà xuất bản Tri thức, 2011, 784 trang
- Vũ trụ và hoa sen (Le Cosmos et le lotus), Phạm Văn Thiều và Phạm Nguyễn Việt Hưng dịch, Nhà xuất bản Tri thức, 2013, 280 trang
- Khát vọng tới cái vô hạn (Désir d'infini), Phạm Văn Thiều và Phạm Nguyễn Việt Hưng dịch, Nhà xuất bản Trẻ và Nhà xuất bản Tri thức, 2014, 364 trang
- Số phận của vũ trụ: Big Bang và sau đó (Le destin de l'univers: Le big bang, et après, "Découvertes Gallimard [en]" [nº 151]), Hoàng Thanh Thúy Việt Hưng dịch, Kim Đồng, 2015, 143 trang
- Đối mặt với vũ trụ (Face à l'univers), Phạm Văn Thiều và Phạm Nguyễn Việt Hưng dịch, Nhà xuất bản Tri thức, 2016, 180 trang

## Giải thưởng
- Giải Moron 2007 của Hàn lâm viện Pháp cho tác phẩm Les Voies de la lumière (Những con đường của ánh sáng).[7][8][9]
- Giải Kalinga 2009 của UNESCO về các đóng góp trong việc đại chúng hóa khoa học.[10][11]
- Prix mondial Cino del Duca (Giải thưởng Thế giới của Fondation Simone et Cino del Duca) của Học viện Pháp Quốc (Institut de France) năm 2012, vì các tác phẩm của ông thể hiện "một cái nhìn phức hợp và tinh tế của một nhà khoa học và một người có đức tin về vũ trụ và vị trí của con người trong vũ trụ".[12][13]
- Huân chương Bắc Đẩu Bội tinh của Chính phủ Pháp năm 2014, vì những đóng góp tận tụy thúc đẩy sự phát triển nền văn hóa khoa học và sự hợp tác xuyên Đại Tây Dương trong lĩnh vực vật lý thiên văn.[14][15]